# تكافل التنظيف
تكافل التنظيف هو ارتباط تقايضي بين أفراد من نوعين من الكائنات الحية، إذ يقوم أحدهما (المنظف) بإزالة وأكل الطفيليات والمواد الأخرى من سطح الكائن الآخر (العميل). ينتشر تكافل التنظيف بين الأسماك البحرية، إذ تتغذى بعض الأنواع الصغيرة من الأسماك المنظفة، لا سيما الكيدميات وأنواع من أجناس أخرى، بشكل حصري تقريبًا عن طريق تنظيف الأسماك الكبيرة والحيوانات البحرية الأخرى. تنتشر أشكال أخرى لتكافل التنظيف بين الطيور والثدييات، وفي مجموعات أخرى.
وُصف سلوك تكافل التنظيف لأول مرة من قبل المؤرخ اليوناني هيرودوت في نحو عام 420 قبل الميلاد، على الرغم من أن المثال الذي وصفه (التكافل بين الطيور والتماسيح) هو نادر الحدوث.
لأكثر من ثلاثين عامًا، تجادل علماء الأحياء حول هدف تكافل التنظيف. يعتقد البعض أن هذا السلوك يمثل تعاونًا غير أناني، أي أنه في الأساس تقايض خالص، يزيد من صلاحية الكائنان. يعتقد آخرون مثل روبرت تريفرس أن تكافل التنظيف يمثل أنانيةً وإيثارًا متبادلان، أو أن تكافل التنظيف هو ببساطة استغلال من جانب واحد، وهو شكل من أشكال التطفل.
قد يحدث غش في تكافل التنظيف، إذ قد يضر عامل التنظيف أحيانًا بعميله، كما يمكن أن تتنكر الأنواع المفترسة لتحاكي عامل التنظيف. يشبه غش المفترس محاكاة باتيسيان. مثلًا، يمكن لذبابة حوامة غير مؤذية محاكاة دبور لاسع. تتمتع بعض الأسماك المنظفة، مثل الجوبيونات والكيدميات، بنفس الألوان والأنماط، وهو مثال على التطور التقاربي. يماثل التشابه المتبادل بين الأسماك المنظفة محاكاة مولريان، حيث تحاكي حشرات النحل والدبابير اللاسعة بعضها البعض.

## نظرة تاريخية
في كتاب «التواريخ» (الكتاب الثاني)، كتب المؤرخ اليوناني القديم هيرودوت:
بما أن التمساح يعيش بشكل رئيسي في النهر، فإن فمه من الداخل مُغطى باستمرار بالعلقيات؛ مع أن جميع الطيور والوحوش الأخرى تتجنب التماسيح، فإنها تعيش بسلام مع طيور التروشلوس، لأنها تدين لها بالكثير: عندما يخرج التمساح من الماء إلى اليابسة، فإنه يستلقي وفمه مفتوح على مصراعيه، مقابل النسيم الغربي: في هذا الوقت، يدخل طائر التروشلوس في فمه ويلتهم العلقيات. هذا يفيد التمساح، وبالتالي لا يؤذي التروشلوس.
بالتالي، ادعى هيرودوت (في نحو عام 440 قبل الميلاد) أن تماسيح نهر النيل تتعاون من طائر أسماه التروشلوس، الذي ربما كان طيطوي. في عام 1906، نقل هنري شيرين عن جون ماسون كوك، ابن وكيل السفر توماس كوك، قوله أن رأى في مصر بعض طيور القطقاط شوكي الجناح وهي تقترب من تمساح فتح فكيه لها:
عندما كان السيد جاي. إم. كوك، من وكالة السياحة الشهيرة، في مصر عام 1876، «شاهد أحد هذه الطيور، وهو يتحرك متعمدًا باتجاه تمساح يبدو أنه نائم قام بفتح فكيه. دخل الطائر في فم التمساح قبل أن يغلقه. في وقت بدا قصيرًا جدًا، ربما لا يزيد عن دقيقة أو دقيقتين، فتح التمساح فكيه، ورأينا الطائر ينزل إلى حافة الماء». كان هناك العديد من هذه الطيور في المنطقة، وقام السيد كوك بإطلاق النار على اثنين منها، والتي تبين أنها طيور زقزاق شوكي الجناح بعد أن تحقق الدكتور سكلاتير من نوعها. بالتالي نحن نعرف الآن نوع الطائر الذي دخل فم التمساح.
وجد ماكفارلاند وريدر، بعد مراجعة الأدلة، أنه:
بعد إجراء رصد مكثف لعلاقة تماسيح النيل المنتظمة أو العرضية مع أنواع مختلفة من الكائنات المنظفة المحتملة (مثل الزقزاق والطيطوي والكروان المائي) ... أُنتِجت تقارير قليلة فقط عن إزالة طيور الطيطوي العلق من فم التماسيح والحشرات على طول جسدها.